# Calcio Caldiero Terme 2024-2025
Questa voce raccoglie i dati riguardanti il Calcio Caldiero Terme nelle competizioni ufficiali della stagione 2024-2025.

## Stagione
Nella stagione 2023-2024 il Caldiero ha vinto il girone B del campionato di Serie D, venendo promosso per la prima volta in Serie C.
Il Caldiero ha confermato l'allenatore Cristian Soave in panchina.

## Organigramma societario
Area direttiva
- Presidente: Filippo Berti
- Vicepresidente: Augusto Fanini
- Consiglieri: Pasquale Paladino
- Direttore generale: Giacomo Gagliani
- Responsabile attività di base: Nicola Lonzar
- Responsabile centro sportivo: Davide Partelli
- Responsabile amministrativo: Allessio Faccincani
- Segretario generale: Pasquale Paladino

Area sportiva
- Direttore sportivo: Fabio Brutti
- Direttore sportivo agonistica: Nicola Lonzar

Area comunicazione
- Responsabile comunicazione: Oscar Cherobin

Area tecnica
- Allenatore: Cristian Soave
- Allenatore in seconda: Luca Bressan
- Team Manager: Maria Grazia Signorini
- Dirigente: Giovanni Gianesini
- Preparatore dei portieri: Federico Da Vià
- Preparatore atletico: Alberto Pitaccolo
- Magazziniere: Giovanni Gianesini

Area sanitaria
- Fisioterapisti: Giona Piercarlo

## Rosa
Aggiornata al 28 gennaio 2025.

## Risultati

### Serie C

#### Girone di andata
| Verona 24 agosto 2024, ore 18.00 CEST 1ª giornata | Caldiero | 3 – 2 | AlbinoLeffe | Stadio Mario Gavagnin-Nocini (610 spett.) |

| Arbitro: | Colaninno (Nola) |

|  |           |                             |
|  | Marcatori | 9’ Russini 90+2’ Bortolussi |

| Trieste 8 settembre 2024, ore 18.30 CEST 3ª giornata | Triestina | 0 – 1 | Caldiero | Stadio Nereo Rocco (3 622 spett.) |

| Arbitro: | Vogliacco (Bari) |

|                                                  |           |          |
| Marras 3’ Mondini 37’ Zerbato Rig. 70’ Fasan 85’ | Marcatori | 72’ Comi |

| Padova 22 settembre 2024, ore 18.30 CEST 5ª giornata | Trento | 1 – 0 | Caldiero | Stadio Euganeo (250 spett.) |

| Arbitro: | Vailati (Crema) |

|  |           |                        |
|  | Marcatori | Palombi 58’ Pirola 83’ |

| Crema 30 settembre 2024, ore 20.45 CEST 7ª giornata                                                 | Pergolettese | 3 – 2                        | Caldiero | Stadio Giuseppe Voltini (796 spett.) |
| \| \| \| \| \| Capoferri 7’ Jaohuari 11’ Tonoli 24’ \| Marcatori \| Lanzi 49’ Zebrato 83’ (rig.) \| |              |                              |          |                                      |
| |              |                              |          |                                      |
| Capoferri 7’ Jaohuari 11’ Tonoli 24’                                                                | Marcatori    | Lanzi 49’ Zebrato 83’ (rig.) |          |                                      |

| Verona 6 ottobre 2024, ore TDB CEST 8ª giornata                       | Caldiero  | 0 – 3 referto                       | Virtus Verona | Stadio Mario Gavagnin-Sinibaldo Nocini (801 spett.) |
| \| \| \| \| \| \| Marcatori \| 20’ Rispoli 33’ De Marchi 87’ Gomez \| |           |                                     |               |                                                     |
|                                                                       |           |                                     |               |                                                     |
|                                                                       | Marcatori | 20’ Rispoli 33’ De Marchi 87’ Gomez |               |                                                     |

| Arbitro: | Iannello (Messina) |

|                            |           |  |
| Cavuoti 77’ Dubickas 90+3’ | Marcatori |  |

| Verona 20 ottobre 2024, ore TDB CEST 10ª giornata               | Caldiero  | 1 – 1 referto      | Pro Patria | Stadio Mario Gavagnin-Sinibaldo Nocini (425 spett.) |
| \| \| \| \| \| Marras 17’ \| Marcatori \| 64’ (rig.) Beretta \| |           |                    |            |                                                     |
|                                                                 |           |                    |            |                                                     |
| Marras 17’                                                      | Marcatori | 64’ (rig.) Beretta |            |                                                     |

| Meda 27 ottobre 2024, ore TDB CEST 11ª giornata | Renate | 0 – 0 | Caldiero | Stadio Città di Meda (300 spett.) |

| Verona 30 ottobre 2024, ore TDB CEST 12ª giornata | Caldiero  | 1 – 0 referto | Giana Erminio | Stadio Mario Gavagnin-Sinibaldo Nocini (200 spett.) |
| \| \| \| \| \| Fasan 76’ \| Marcatori \| \|       |           |               |               |                                                     |
|                                                   |           |               |               |                                                     |
| Fasan 76’                                         | Marcatori |               |               |                                                     |

| Novara 3 novembre 2024, ore TDB CEST 13ª giornata | Novara    | 3 – 1       | Caldiero | Stadio Silvio Piola (1 849 spett.) |
| \| \| \| \| \| \| Marcatori \| 90+1’ Fasan \|     |           |             |          |                                    |
|                                                   |           |             |          |                                    |
|                                                   | Marcatori | 90+1’ Fasan |          |                                    |

| Verona 10 novembre 2024, ore TDB CEST 14ª giornata          | Caldiero  | 0 – 2 referto             | Vicenza | Stadio Mario Gavagnin-Sinibaldo Nocini (1 269 spett.) |
| \| \| \| \| \| \| Marcatori \| 38’ Rauti 76’ Della latta \| |           |                           |         |                                                       |
|                                                             |           |                           |         |                                                       |
|                                                             | Marcatori | 38’ Rauti 76’ Della latta |         |                                                       |

| Verona 17 novembre 2024, ore TDB CEST 15ª giornata                                  | Caldiero  | 2 – 2                   | Lumezzane | Stadio Mario Gavagnin-Sinibaldo Nocini (329 spett.) |
| \| \| \| \| \| Marras 55’ Filiciotto 82’ \| Marcatori \| 18’ Monachello 89’ Piga \| |           |                         |           |                                                     |
|                                                                                     |           |                         |           |                                                     |
| Marras 55’ Filiciotto 82’                                                           | Marcatori | 18’ Monachello 89’ Piga |           |                                                     |

| Caravaggio 24 novembre 2024, ore TDB CEST 16ª giornata       | Atalanta U23 | 2 – 0 | Caldiero | Stadio comunale) (281 spett.) |
| \| \| \| \| \| Vlahovic 65’ De Nipoti 68’ \| Marcatori \| \| |              |       |          |                               |
|                                                              |              |       |          |                               |
| Vlahovic 65’ De Nipoti 68’                                   | Marcatori    |       |          |                               |

| Verona 1 dicembre 2024, ore TDB CEST 17ª giornata             | Caldiero  | 1 – 2             | Arzignano Valchiampo | Stadio Mario Gavagnin-Sinibaldo Nocini (291 spett.) |
| \| \| \| \| \| Fasan 59’ \| Marcatori \| 38’, 65’ Mattioli \| |           |                   |                      |                                                     |
|                                                               |           |                   |                      |                                                     |
| Fasan 59’                                                     | Marcatori | 38’, 65’ Mattioli |                      |                                                     |

| Lecco 26 novembre 2024, ore TDB CEST 18ª giornata       | Lecco     | 5 – 1                 | Caldiero | Stadio Mario Rigamonti-Mario Ceppi (2 605 spett.) |
| \| \| \| \| \| \| Marcatori \| 45’ (rig.) Filiciotto \| |           |                       |          |                                                   |
|                                                         |           |                       |          |                                                   |
|                                                         | Marcatori | 45’ (rig.) Filiciotto |          |                                                   |

| Verona 15 dicembre 2024, ore TDB CEST 19ª giornata                         | Caldiero  | 2 – 2 referto         | Union Clodiense CS | Stadio Mario Gavagnin-Sinibaldo Nocini (267 spett.) |
| \| \| \| \| \| Cazzadori 43’, 70’ \| Marcatori \| 12’ Biondi 87’ Serena \| |           |                       |                    |                                                     |
|                                                                            |           |                       |                    |                                                     |
| Cazzadori 43’, 70’                                                         | Marcatori | 12’ Biondi 87’ Serena |                    |                                                     |

#### Girone di ritorno
| Verona 22 dicembre 2024, ore TDB CEST 20ª giornata                  | Caldiero  | 0 – 2                             | AlbinoLeffe | Stadio Mario Gavagnin-Sinibaldo Nocini (256 spett.) |
| \| \| \| \| \| \| Marcatori \| 60’ (rig.) Fossati 75’ Mustacchio \| |           |                                   |             |                                                     |
|                                                                     |           |                                   |             |                                                     |
|                                                                     | Marcatori | 60’ (rig.) Fossati 75’ Mustacchio |             |                                                     |

| Padova 5 gennaio 2025, ore TDB CEST 21ª giornata | Padova    | 1 – 0 referto | Caldiero | Stadio Euganeo (2 778 spett.) |
| \| \| \| \| \| Kirwan 37’ \| Marcatori \| \|     |           |               |          |                               |
|                                                  |           |               |          |                               |
| Kirwan 37’                                       | Marcatori |               |          |                               |

| Verona 12 gennaio 2025, ore TDB CEST 22ª giornata   | Caldiero  | 0 – 2             | Triestina | Stadio Mario Gavagnin-Sinibaldo Nocini (608 spett.) |
| \| \| \| \| \| \| Marcatori \| 60’, 73’ Olivieri \| |           |                   |           |                                                     |
|                                                     |           |                   |           |                                                     |
|                                                     | Marcatori | 60’, 73’ Olivieri |           |                                                     |

| Vercelli 19 gennaio 2025, ore TDB CEST 23ª giornata          | Pro Vercelli | 2 – 1 referto | Caldiero | Stadio Silvio Piola (545 spett.) |
| \| \| \| \| \| Comi 2’, 69’ \| Marcatori \| 60’ Cazzadori \| |              |               |          |                                  |
|                                                              |              |               |          |                                  |
| Comi 2’, 69’                                                 | Marcatori    | 60’ Cazzadori |          |                                  |

| Verona 26 gennaio 2025, ore TDB CEST 24ª giornata    | Caldiero  | 2 – 0 referto | Trento | Stadio Mario Gavagnin-Sinibaldo Nocini (360 spett.) |
| \| \| \| \| \| Nessi 7’ Cissè 85’ \| Marcatori \| \| |           |               |        |                                                     |
|                                                      |           |               |        |                                                     |
| Nessi 7’ Cissè 85’                                   | Marcatori |               |        |                                                     |

| Sesto San Giovanni 2 febbraio 2025, ore TDB CEST 25ª giornata | Alcione   | 1 – 1 referto | Caldiero | Stadio Ernesto Breda (400 spett.) |
| \| \| \| \| \| Samele 81’ \| Marcatori \| 40’ Florio \|       |           |               |          |                                   |
|                                                               |           |               |          |                                   |
| Samele 81’                                                    | Marcatori | 40’ Florio    |          |                                   |

| Verona 9 febbraio 2025, ore TDB CEST 26ª giornata | Caldiero  | 0 – 1 referto | Pergolettese | Stadio Mario Gavagnin-Sinibaldo Nocini (353 spett.) |
| \| \| \| \| \| \| Marcatori \| 34’ Basili \|      |           |               |              |                                                     |
|                                                   |           |               |              |                                                     |
|                                                   | Marcatori | 34’ Basili    |              |                                                     |

| Verona 16 febbraio 2025, ore TDB CEST 27ª giornata                                                   | Virtus Verona | 5 – 2 referto           | Caldiero | Stadio Mario Gavagnin-Sinibaldo Nocini (813 spett.) |
| \| \| \| \| \| Caia 1’, 9’ De Marchi 27’, 52’ Metlika 87’ \| Marcatori \| 17’ Caccavo 90+5’ Lanzi \| |               |                         |          |                                                     |
| |               |                         |          |                                                     |
| Caia 1’, 9’ De Marchi 27’, 52’ Metlika 87’                                                           | Marcatori     | 17’ Caccavo 90+5’ Lanzi |          |                                                     |

| Caldiero 23 febbraio 2025, ore TDB CEST 28ª giornata                                                        | Caldiero  | 2 – 3 referto                                     | Feralpisalò | Stadio Mario Berti |
| \| \| \| \| \| Zerbato 45+3’ Fasan 57’ \| Marcatori \| 5’ Di Marco 39’ (rig.) Di Molfetta 75’ Balestrero \| |           |                                                   |             |                    |
| |           |                                                   |             |                    |
| Zerbato 45+3’ Fasan 57’                                                                                     | Marcatori | 5’ Di Marco 39’ (rig.) Di Molfetta 75’ Balestrero |             |                    |

| Busto Arsizio 2 marzo 2025, ore TDB CEST 29ª giornata | Pro Patria | 0 – 0 | Caldiero | Stadio Carlo Speroni |

| Caldiero 9 marzo 2025, ore TDB CEST 30ª giornata                                    | Caldiero  | 2 – 2 referto            | Renate | Stadio Mario Berti |
| \| \| \| \| \| Marras 63’ Zerbato 90+3’ \| Marcatori \| 29’ Eleuteri 87’ Plescia \| |           |                          |        |                    |
|                                                                                     |           |                          |        |                    |
| Marras 63’ Zerbato 90+3’                                                            | Marcatori | 29’ Eleuteri 87’ Plescia |        |                    |

| Gorgonzola 12 marzo 2025, ore TDB CEST 31ª giornata                                        | Giana Erminio | 3 – 1 referto | Caldiero | Stadio Città di Gorgonzola |
| \| \| \| \| \| Pinto 6’ Tirelli 63’ De Maria 90+3’ (rig.) \| Marcatori \| 70’ Cazzadori \| |               |               |          |                            |
|                                                                                            |               |               |          |                            |
| Pinto 6’ Tirelli 63’ De Maria 90+3’ (rig.)                                                 | Marcatori     | 70’ Cazzadori |          |                            |

| Caldiero 16 marzo 2025, ore TDB CEST 32ª giornata                           | Caldiero  | 2 – 0 referto | Novara | Stadio Mario Berti |
| \| \| \| \| \| Scappini 20’ (rig.) Filiciotto 80’ (rig.) \| Marcatori \| \| |           |               |        |                    |
|                                                                             |           |               |        |                    |
| Scappini 20’ (rig.) Filiciotto 80’ (rig.)                                   | Marcatori |               |        |                    |

| Vicenza 23 marzo 2025, ore TDB CEST 33ª giornata                 | Vicenza   | 2 – 1 referto | Caldiero | Stadio Romeo Menti |
| \| \| \| \| \| Morra 41’ Rauti 43’ \| Marcatori \| 88’ Marras \| |           |               |          |                    |
|                                                                  |           |               |          |                    |
| Morra 41’ Rauti 43’                                              | Marcatori | 88’ Marras    |          |                    |

| Lumezzane 30 marzo 2025, ore TDB CEST 34ª giornata                                | Lumezzane | 2 – 2                   | Caldiero | Stadio Tullio Saleri |
| \| \| \| \| \| Fasan 19’ Cazzadori 67’ \| Marcatori \| 47’ Baldini 83’ Malotti \| |           |                         |          |                      |
|                                                                                   |           |                         |          |                      |
| Fasan 19’ Cazzadori 67’                                                           | Marcatori | 47’ Baldini 83’ Malotti |          |                      |

| Caldiero 6 aprile 2025, ore 18:00 CEST 35ª giornata                 | Caldiero  | 1 – 1 referto       | Atalanta U23 | Stadio Mario Berti |
| \| \| \| \| \| Pelagatti 35’ \| Marcatori \| 42’ (rig.) Vlahovic \| |           |                     |              |                    |
|                                                                     |           |                     |              |                    |
| Pelagatti 35’                                                       | Marcatori | 42’ (rig.) Vlahovic |              |                    |

| Arzignano 13 aprile 2025, ore 20:30 CEST 36ª giornata                      | Arzignano Valchiampo | 2 – 1 referto | Caldiero | Stadio Tommaso Dal Molin |
| \| \| \| \| \| Mattioli 61’ Bernardi 90+2’ \| Marcatori \| 7’ Cazzadori \| |                      |               |          |                          |
|                                                                            |                      |               |          |                          |
| Mattioli 61’ Bernardi 90+2’                                                | Marcatori            | 7’ Cazzadori  |          |                          |

| Caldiero 19 aprile 2025, ore 16:30 CEST 37ª giornata | Caldiero  | 1 – 0 referto | Lecco | Stadio Mario Berti |
| \| \| \| \| \| Nessi 21’ \| Marcatori \| \|          |           |               |       |                    |
|                                                      |           |               |       |                    |
| Nessi 21’                                            | Marcatori |               |       |                    |

| Chioggia 25 aprile 2025, ore 16.30 CEST 38ª giornata | Union Clodiense CS | 0 – 1 referto | Caldiero | Stadio Aldo e Dino Ballarin |
| \| \| \| \| \| \| Marcatori \| Nessi 17’ \|          |                    |               |          |                             |
|                                                      |                    |               |          |                             |
|                                                      | Marcatori          | Nessi 17’     |          |                             |

#### Play-out
| Caldiero 10 maggio 2025, ore 18.00 CEST andata | Caldiero | 0 – 0 | Triestina | Stadio Mario Berti (1 700 spett.) |

| 17 maggio 2025, ore 18:00 CEST ritorno | Triestina | 0 – 0 | Caldiero |  |

### Coppa Italia Serie C
| Verona 9 agosto 2024, ore TDB CEST Primo Turno                                                                       | Virtus Verona        | 2 – 2 referto             | Caldiero | Stadio M. Gavagnin- S. Nocini |
| \| \| \| \| \| Zarpellon 14’ Mehic 50’ \| Marcatori \| 41’ Zerbato 90+5’ Baldani \| \| \| Tiri di rigore 3 – 5 \| \| |                      |                           |          |                               |
| |                      |                           |          |                               |
| Zarpellon 14’ Mehic 50’                                                                                              | Marcatori            | 41’ Zerbato 90+5’ Baldani |          |                               |
| | Tiri di rigore 3 – 5 |                           |          |                               |

| Verona 17 agosto 2024, ore TDB CEST Secondo Turno           | Caldiero  | 2 – 0 referto | Trento | Stadio M. Gavagnin- S. Nocini (1 200 spett.) |
| \| \| \| \| \| Quaggio 10’ Cazzadori 76’ \| Marcatori \| \| |           |               |        |                                              |
|                                                             |           |               |        |                                              |
| Quaggio 10’ Cazzadori 76’                                   | Marcatori |               |        |                                              |

| Padova 26 novembre 2024, ore TDB CEST Ottavi di finale             | Padova    | 1 – 2 referto         | Caldiero | Stadio Euganeo |
| \| \| \| \| \| Favale 11’ \| Marcatori \| 15’ Lanzi 55’ Gattoni \| |           |                       |          |                |
|                                                                    |           |                       |          |                |
| Favale 11’                                                         | Marcatori | 15’ Lanzi 55’ Gattoni |          |                |

| Solbiate Arno 18 dicembre 2024, ore TDB CEST Quarti di finale | Milan Futuro | 0 – 2                    | Caldiero | Stadio Felice Chinetti |
| \| \| \| \| \| \| Marcatori \| 15’ Scappini 35’ Zerbato \|    |              |                          |          |                        |
|                                                               |              |                          |          |                        |
|                                                               | Marcatori    | 15’ Scappini 35’ Zerbato |          |                        |

| Gorgonzola 23 gennaio 2025, ore 20:30 CEST Semfinale - Andata       | Giana Erminio | 1 – 1         | Caldiero | Stadio Città di Gorgonzola |
| \| \| \| \| \| Stuckler 25’ (rig.) \| Marcatori \| Caccavo 90+3’ \| |               |               |          |                            |
|                                                                     |               |               |          |                            |
| Stuckler 25’ (rig.)                                                 | Marcatori     | Caccavo 90+3’ |          |                            |

| Caldiero 12 febbraio 2025, ore 20:30 CEST Semifinale- Ritorno                                  | Caldiero  | 2 – 3                                 | Giana Erminio | Stadio Mario Berti |
| \| \| \| \| \| Gobetti 15’ Florio 22’ \| Marcatori \| 20’ De Maria 49’ Scaringi 69’ Lamesta \| |           |                                       |               |                    |
|                                                                                                |           |                                       |               |                    |
| Gobetti 15’ Florio 22’                                                                         | Marcatori | 20’ De Maria 49’ Scaringi 69’ Lamesta |               |                    |

## Statistiche
Aggiornate al 3 agosto 2024 

### Statistiche di squadra
| Competizione         | Punti | In casa | In casa | In casa | In casa | In casa | In casa | In trasferta | In trasferta | In trasferta | In trasferta | In trasferta | In trasferta | Totale | Totale | Totale | Totale | Totale | Totale | DR  |
| Competizione         | Punti | G       | V       | N       | P       | Gf      | Gs      | G            | V            | N            | P            | Gf           | Gs           | G      | V      | N      | P      | Gf     | Gs     | DR  |
| -------------------- | ----- | ------- | ------- | ------- | ------- | ------- | ------- | ------------ | ------------ | ------------ | ------------ | ------------ | ------------ | ------ | ------ | ------ | ------ | ------ | ------ | --- |
| Serie C              | 33    | 19      | 5       | 5       | 9       | ?       | ?       | 19           | 3            | 4            | 12           | ?            | ?            | 38     | 8      | 9      | 21     | 39     | 64     | -25 |
| Coppa Italia Serie C | -     | 2       | 1       | 0       | 1       | 4       | 3       | 4            | 2            | 2            | 0            | 7            | 4            | 6      | 3      | 2      | 1      | 11     | 7      | 4   |
| Totale               | 33    | 21      | 6       | 5       | 10      | ?       | ?       | 23           | 5            | 6            | 12           | ?            | ?            | 44     | 11     | 11     | 22     | 50     | 71     | -21 |

### Andamento in campionato
| Giornata  | 1 | 2 | 3 | 4 | 5 | 6 | 7  | 8  | 9  | 10 | 11 | 12 | 13 | 14 | 15 | 16 | 17 | 18 | 19 | 20 | 21 | 22 | 23 | 24 | 25 | 26 | 27 | 28 | 29 | 30 | 31 | 32 | 33 | 34 | 35 | 36 | 37 | 38 |
| --------- | - | - | - | - | - | - | -- | -- | -- | -- | -- | -- | -- | -- | -- | -- | -- | -- | -- | -- | -- | -- | -- | -- | -- | -- | -- | -- | -- | -- | -- | -- | -- | -- | -- | -- | -- | -- |
| Luogo     | T | C | T | C | T | C | T  | C  | T  | C  | T  | C  | T  | C  | C  | T  | C  | T  | C  | C  | T  | C  | T  | C  | T  | C  | T  | C  | T  | C  | T  | C  | T  | T  | C  | T  | C  | T  |
| Risultato | V | P | V | V | P | P | P  | P  | P  | N  | N  | V  | P  | P  | N  | P  | P  | P  | N  | P  | P  | P  | P  | V  | N  | P  | P  | P  | N  | N  | P  | V  | P  | N  | N  | P  | V  | V  |
| Posizione | 2 | 9 | 4 | 3 | 4 | 9 | 11 | 13 | 16 | 16 | 15 | 13 | 14 | 17 | 16 | 17 | 18 | 18 | 18 | 18 | 19 | 19 | 19 | 18 | 18 | 18 | 19 | 19 | 19 | 19 | 19 | 19 | 19 | 19 | 19 | 19 | 19 | 19 |

Fonte:  Serie C - Girone A – Classifica giornata, su transfermarkt.it.
Legenda:

Luogo: C = Casa; T = Trasferta. Risultato: V = Vittoria; N = Pareggio; P = Sconfitta.

## Giovanili

### Piazzamenti
- Primavera 4:
  - Campionato: 5º (2° turno play-off)

- Under-17:
  - Campionato: 11º

- Under-16:
  - Campionato: 12º (in corso)

- Under-15:
  - Campionato: 10º (in corso)

- Under-14:
  - Campionato: 11º

- Under-13:
  - Campionato: 12º